# NEOS

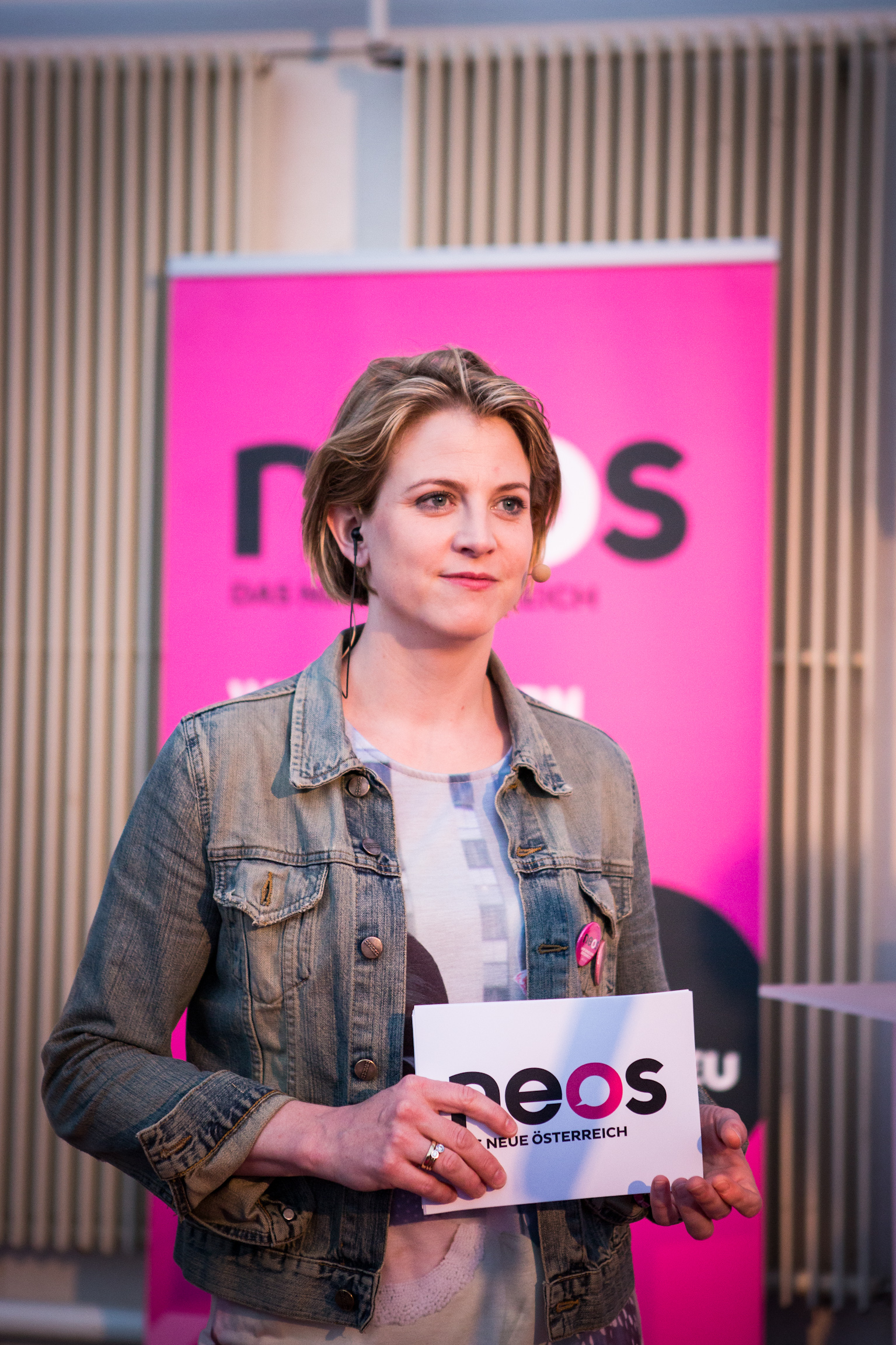
Beate Meinl-Reisinger, przewodnicząca partii

NEOS – Nowa Austria i Forum Liberalne (niem. NEOS – Das Neue Österreich und Liberales Forum) – austriacka partia polityczna o profilu liberalnym. Ugrupowanie należy do Partii Porozumienia Liberałów i Demokratów na rzecz Europy oraz uzyskało status obserwatora w Międzynarodówce Liberalnej.

## Historia
Ugrupowanie pod nazwą NEOS – Nowa Austria zostało założone w październiku 2012 z inicjatywy Matthiasa Strolza. W marcu 2013 partia podjęła współpracę z pozaparlamentarnymi formacjami – Forum Liberalnym i Junge Liberale Österreich. W wyborach z września 2013 ugrupowanie uzyskało około 5,0% głosów, co przełożyło się na 9 mandatów w Radzie Narodowej. W styczniu 2014 doszło do oficjalnej fuzji z Forum Liberalnym, co skutkowało modyfikacją nazwy ugrupowania. W tym samym roku partia wprowadziła 1 posła w wyborach europejskich.
W wyborach z października 2017 ugrupowanie otrzymało 5,3% głosów i 10 miejsc w niższej izbie austriackiego parlamentu. W czerwcu 2018 nową przewodniczącą partii została Beate Meinl-Reisinger. W 2019 formacja ponownie uzyskała 1 mandat w PE. W przedterminowych wyborach parlamentarnych z września tegoż roku partia dostała 8,1% głosów, zwiększając liczbę swoich deputowanych do 15. W 2024 uzyskała dwuosobową reprezentację w Parlamencie Europejskim X kadencji. W wyborach do Rady Narodowej z września tego samego roku ugrupowanie poparło 9,1% głosujących (co przełożyło się na 18 miejsc w niższej izbie parlamentu).
W 2025 partia po raz pierwszy dołączyła do koalicji rządowej, współtworząc z ludowcami i socjaldemokratami gabinet Christiana Stockera.

## Wyniki wyborów
Wybory do Rady Narodowej
| Rok  | Głosy (tys.) | %   | Mandaty | Zmiana |
| ---- | ------------ | --- | ------- | ------ |
| 2013 | 233          | 5,0 | 9/183   | Nowa   |
| 2017 | 269          | 5,2 | 10/183  | 1      |
| 2019 | 387          | 8,1 | 15/183  | 15     |
| 2024 | 446          | 9,1 | 18/183  | 3      |

Wybory do Parlamentu Europejskiego
| Rok  | Głosy (tys.) | %    | Mandaty | Zmiana |
| ---- | ------------ | ---- | ------- | ------ |
| 2014 | 230          | 8,1  | 1/18    | Nowa   |
| 2019 | 319          | 8,4  | 1/18    | 0      |
| 2024 | 357          | 10,1 | 2/20    | 1      |